# Over hækken
Over hækken (originaltitel: Over the Hedge) er en computeranimeret spillefilm baseret på en avisstribe af samme navn. Filmen er instrueret af Tim Johnson og Karey Kirkpatrick og produceret af Bonnie Arnold. Filmen havde premiere i USA den 19. maj 2006. I Danmark havde den premiere den 29. september samme år.
Filmen handler om en vaskebjørn, der overtaler en gruppe andre dyr til at hjælpe ham med at stjæle mad fra mennesker på en villavej.

## Stemme
| Roller  | Engelske skuespillere | Danske skuespillere |
| ------- | --------------------- | ------------------- |
| RJ      | Bruce Willis          | Søren Pilmark       |
| Verne   | Garry Shandling       | Anders Bircow       |
| Hammy   | Steve Carell          | Jens Andersen       |
| Lou     | Eugene Levy           | Jens Jacob Tychsen  |
| Penny   | Catherine O'Hara      | Helle Dolleris      |
| Vincent | Nick Nolte            | Ole Ernst           |
| Ozzie   | William Shatner       | Paul Hüttel         |
| Heather | Avril Lavigne         | Anna David          |
| Spike   | Shane Baumel          | Niki Popovic        |
| Quillo  | Madison Davenport     | Caroline Thybo      |
| Bucky   | Sami Kirkpatrick      | Ibrahim Chouqeir    |

I mindre roller
- Allan Hyde
- Anders Klindt Lauridsen
- Ann Hjort
- Annevig Schelde Ebbe
- Birgitte Hall
- Christine la Cour
- Farshad Kholghi
- Inge Sommer
- Kasper Leisner
- Lars Birk
- Lars Thiesgaard
- Mette Agnete Horn
- Oliver Berg
- Peter Aude
- Peter Røschke
- Peter Zhelder
- Sophie Larsen
- Susanne Breuning
- Thea Iven Ulstrup
- Tine Sehested Høeg
- Victor Berg